# 10201 Корадо
10201 Корадо (10201 Korado) — астероїд головного поясу, відкритий 12 липня 1997 року.
Тіссеранів параметр щодо Юпітера — 3,645. Названий на честь хорватського астронома Корадо Корлевич, що відкрив його 12 липня 1997 року в обсерваторії Фарра-д'Ізонцо в Італії.